# تود إم. هيوز
تود إم. هيوز (بالإنجليزية: Todd M. Hughes)‏ هو محامي وقاضي أمريكي، ولد في 1 نوفمبر 1966 في ديلاوير في الولايات المتحدة.